# Касильяс, Джовани
Джовани Даниэль Касильяс Чавес (исп. Giovani Daniel Casillas Chávez; 4 января 1994, Окотлан, Мексика) — мексиканский футболист, полузащитник клуба «Реал Самора».

## Клубная карьера
Касильяс — воспитанник клуба «Гвадалахара». 7 августа 2011 года в матче против УНАМ Пумас он дебютировал в мексиканской Примере, заменив во втором тайме Хесуса Санчеса. В начале 2013 году для получения игровой практики Джовани на правах аренды перешёл в американский «Чивас США». 3 марта в матче против «Коламбус Крю» он дебютировал в MLS. 10 марта в поединке против «Далласа» Касильяс забил первый гол за «Чивас». Летом он вернулся в Гвадалахару.
В начале 2014 года Касильяс на правах аренды перешёл в «Чьяпас». 5 января в матче против «Веракрус» он дебютировал за «ягуаров». Из-за высокой конкуренции Джовани выступал за команду в основном в Кубке Мексики.
В начале 2015 года он перешёл в «Тепик». 11 января в матче против «Сакатепека» Касильяс дебютировал в Лиге Ассенсо. Летом Джовани вернулся в «Гвадалахару» и помог родному клубу завоевать Кубок Мексики.

## Международная карьера
В 2011 году в составе юношеской сборной Мексики Касильяс выиграл юношеский домашний чемпионата мира. На турнире он сыграл в матчах против команд Северной Кореи, Конго, Нидерландов, Панамы, Франции, Германии и Уругвая. В поединке против голландцев, корейцев и уругвайцев Джовани забил три гола.

## Достижения
«Гвадалахара»
- Обладатель Кубка Мексики — Апертура 2015

 Мексика (до 17)
- Чемпионат мира по футболу среди юношеских команд — 2011